# Turturduva
Turturduva (Streptopelia turtur) är en fågel som tillhör familjen duvor. Den är i dagsläget hotad och minskar kraftigt i antal. I kulturen är turturduvan en omtalad symbol för trofast kärlek.

## Utseende

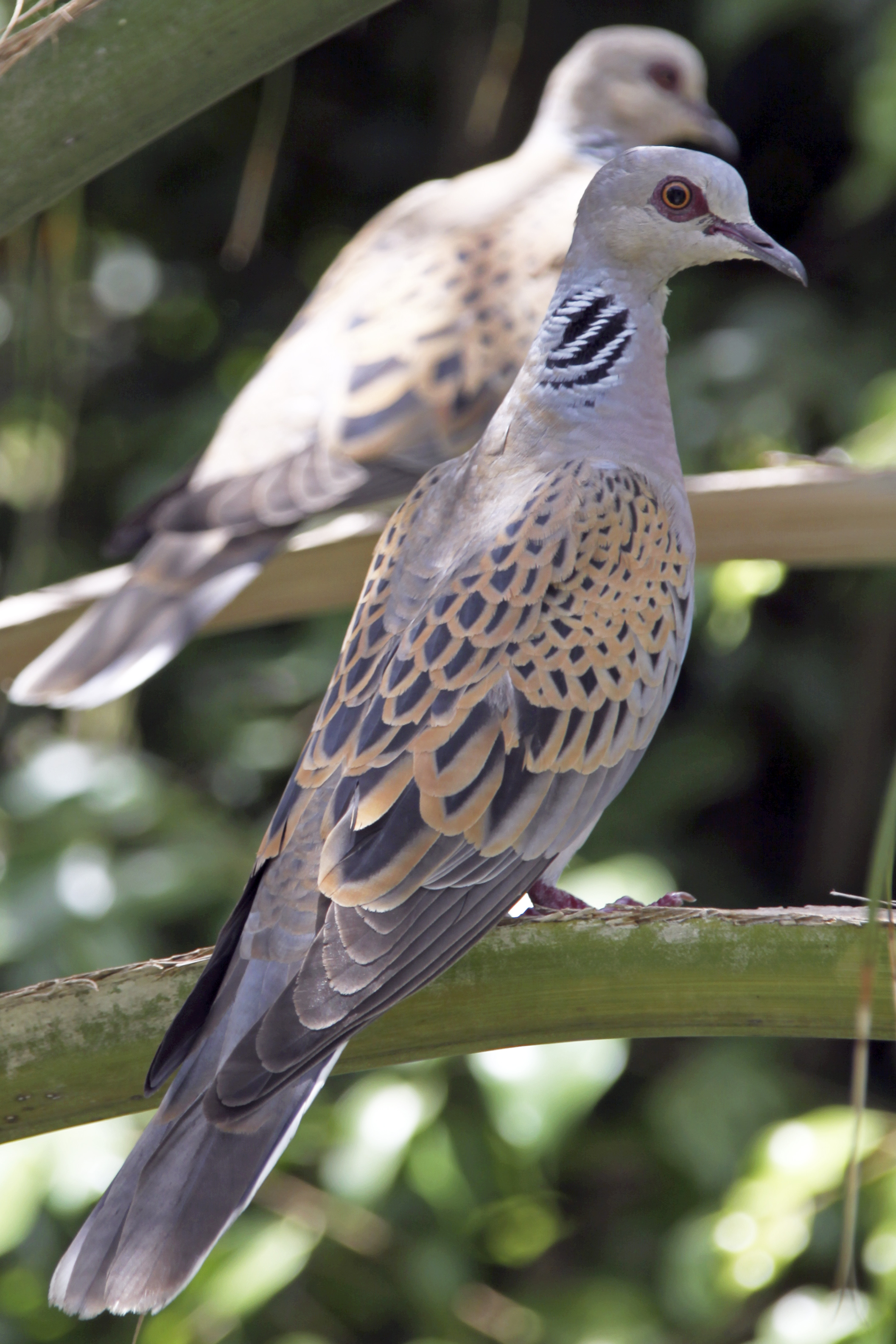

Turturduvan är en ganska liten duva, med en längd på cirka 28 centimeter, vilket är ungefär samma storlek som turkduva och aningen mindre än skogsduva. Fågeln har en rödbrunaktig ovansida med svarta fläckar då varje fjäder är svart i mitten med rödbruna kanter. Huvudet, halsen och bröstet är grått med skiftningar mot himmelsblått. Undersidan är vit eller gråvit och stjärten svart med vita fjäderspetsar. På varje sida av halsen finns ett fält med svart-vita sneda streck. Könen är lika.

## Läte
Turturduvan har fått sitt namn efter sången, ett hårt kurrande "turrrrrr turrrrrr turrrrrr". Vid uppflog hörs ett klatschande ljud från vingarna.

## Utbredning och systematik
Turturduvan är en flyttfågel som häckar i Europa, Asien och norra Afrika. Den övervintrar söder om Sahara från Senegal och österut till Eritrea och Etiopien. Arten delas upp i fyra underarter:
- nordlig turturduva[5] Streptopelia turtur turtur – häckar i Europa, Turkiet, västra Sibirien, västra Kazakstan och på Kanarieöarna.
- Streptopelia turtur arenicola – häckar på Balearerna, i norra Afrika, Mellanöstern, Iran, Uzbekistan, Turkmenistan, Kirgizistan, Tadzjikistan & västra Xinjiang.
- Streptopelia turtur hoggara – häckar i bergsområden i Sahara från Hoggar till Aïr.
- Streptopelia turtur rufescens inkl. isabellina  – häckar i Egypten och norra Sudan.

### Förekomst i Sverige
Turturduva häckar inte i Sverige. Den observeras då och då i landet, främst i de sydöstra delarna, men har varit en tillfällig gäst så långt norrut som Lappland.

## Ekologi
Turturduvan förekommer i många olika typer av skogsbiotoper, men även i stäpp- och halvökenområden. Den födosöker ofta på jordbruksmark. Den födosöker främst på marken och lever av frön och fruktkroppar från ogräs och spannmål, men sällsynt även bär, svamp och ryggradslösa. Den är inte skygg men häckar inte i närheten av städer och byar.
Den häckar vanligtvis på lägre höjder, upp till 500 meter över havet i tempererade områden och upp till 1 000–1 300 meter över havet i Medelhavsområdet. Häckningen påbörjas i april och kan pågå fram till september.
Boet placeras lågt i träd. Det är litet, ganska platt, byggs av pinnar och fodras med växtmaterial. Den lägger ett till två ägg.

## Turturduvan och människan

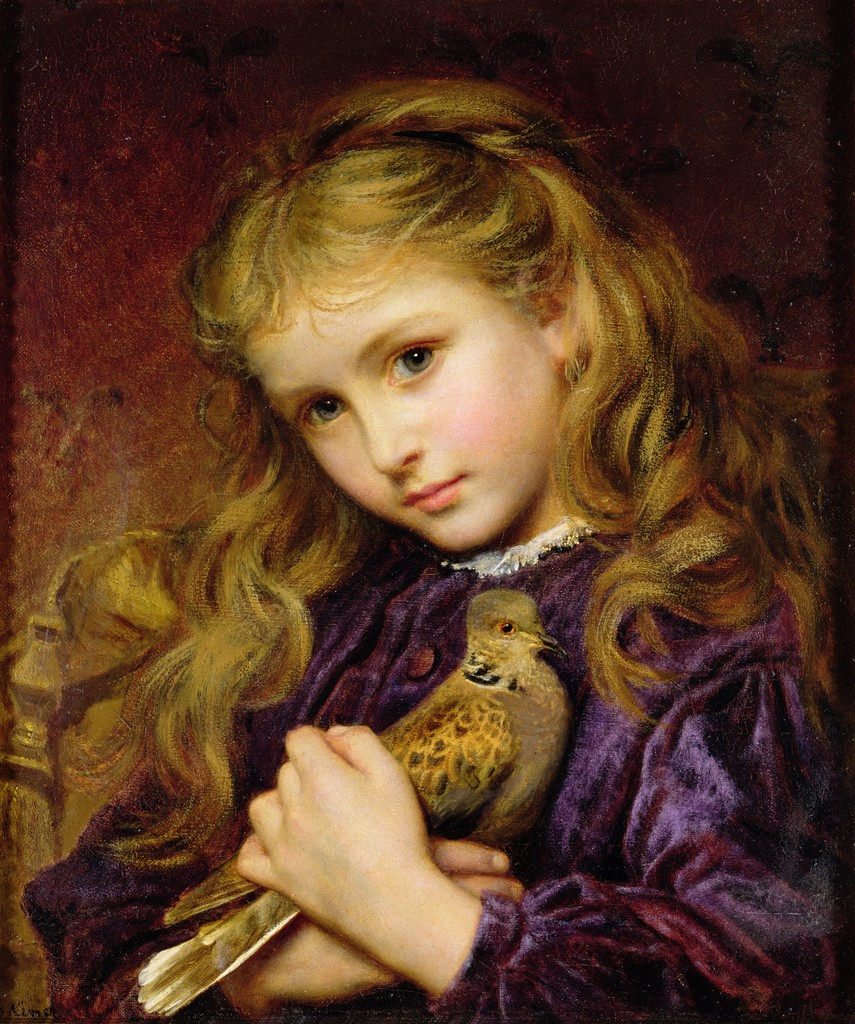
Målningen The turtle dove (Turturduvan) av Sophie Gengembre Anderson.

### Status och hot
Sedan 2015 kategoriserar IUCN turturduvan som sårbar (VU). Den minskar snabbt i Europa och troligen mycket snabbt i Ryssland och Centralasien. Flera faktorer tros ligga bakom som sjukdom, jakt och jordbrukets omvandling.

### I kulturen
Turturduvan är en symbol för trofast kärlek, kanske på grund av dess bibliska referenser, exempelvis i Höga visan, dess sorgsna läte, och det faktum den bildar starka parförhållanden. I Nya testamentet nämns att två turturduvor har offrats vid Jesu födsel. I Europa under renässansen avbildades den ofta som fågeln Fenix' hängivna partner. Poeten Robert Chesters dikt "Love's Martyr" är en utveckling av denna symbolik och publicerades i en diktsamling på temat, tillsammans med bland annat William Shakespeares dikt "The Phoenix and the Turtle" där "Turtle" refererar till turturduva.
Turturduvan förekommer i en rad folksånger om förlorad kärlek, bland annat i en skriven av Ralph Vaughan Williams. Fågeln förekommer också i julsången "Twelve Days of Christmas", som gåvan "my true love gives to me" under juldagen.